# Pallacanestro Varese 1970-1971
Nel Campionato 1970-71 la Pallacanestro Varese vince lo scudetto, segnando 1870 punti e subendone 1437. Nel 1970 ottiene la sua seconda Coppa Intercontinentale, vinta nella finale giocata a Varese contro il Real Madrid. Nel 1971 arriva seconda in Coppa Europa, in finale come l'anno precedente con l'Armata Rossa, nella città di Anversa. La Coppa Italia è ancora appannaggio del quintetto varesino, ai danni della Fides Napoli. Questa serie di vittorie determina la definizione di "Grande Ignis" assegnata alla squadra italiana.
Gli acquisti principali dell'anno sono Ivan Bisson, rientrato dal prestito dalla Snaidero Udine, e Paolo Polzot, dalla Cecchi Biella.

## Rosa 1970/71
- Antonio Bulgheroni
- Giorgio Consonni
- Ottorino Flaborea
- Dino Meneghin
- Aldo Ossola
- Paolo Polzot
- Lino Paschini
- Manuel Raga
- Edoardo Rusconi
- John Fultz
- Paolo Vittori
- Ivan Bisson
- Luigi Ungaro
- Allenatore:
  -  Aza Nikolić

## Statistiche
| COMPETIZIONE            | GIOCATE | VINTE | PERSE | F    | S    | PIAZZAMENTO |  |
| CAMPIONATO              | 23      | 22    | 1     | 1870 | 1437 | VINCITRICE  |  |
| TORNEI E AMICHEVOLI     | 19      | 19    | 0     | 1642 | 1286 | -           |  |
| COPPA INTERCONTINENTALE | 4       | 4     | 0     | 289  | 229  | VINCITRICE  |  |
| COPPA ITALIA            | 5       | 4     | 1     | 387  | 310  | VINCITRICE  |  |
| COPPA EUROPA            | 11      | 8     | 3     | 878  | 745  | 2           |  |

## Fonti
- "Pallacanestro Varese 50 anni con voi" di Augusto Ossola
- "La Pallacanestro Varese" di Renato Tadini